# Contea di Orange (Carolina del Nord)
La contea di Orange (in inglese Orange County), è una contea dello Stato della Carolina del Nord, negli Stati Uniti. La popolazione al censimento del 2000 era di 118 227 abitanti. Il capoluogo di contea è Hillsborough.

## Storia
La contea è stata costituita nel 1752 dalle parti di Bladen County, Contea di Granville, e Johnston County. È stato chiamato per l'infante Guglielmo V d'Orange, la cui madre Anna, figlia di re Giorgio II di Gran Bretagna, era allora reggente della Repubblica delle Sette Province Unite.
Nel 1771, Orange County è stato notevolmente ridotto in zona. La parte occidentale è stato combinato con la parte orientale della contea di Rowan per formare Guilford County. Un'altra parte è stata combinata con parti di Cumberland County e Johnston County per formare Wake County. La parte meridionale di ciò che è rimasto è diventato Chatham County.

## Geografia fisica

### Contee confinanti
- Contea di Person (nordest)
- Contea di Durham (Est)
- Contea di Chatham (sud)
- Contea di Alamance (Ovest)
- Contea di Caswell (Nordovest)

### Principali autostrade
- Interstate 40
- Interstate 85
- U.S. Route 15
- U.S. Route 70
- U.S. Route 501
- North Carolina Highway 49
- North Carolina Highway 54
- North Carolina Highway 57
- North Carolina Highway 86
- North Carolina Highway 751

## Società

### Evoluzione demografica
Dal censimento del 2010 degli Stati Uniti, c'erano 133 801 persone residenti nella contea, 74,4% erano bianchi, 11,9% neri, 6,7% asiatici, lo 0,4% nativi americani, 4,0% di qualche altra razza e il 2,5% di due o più razze. L'8,2% era ispanico o latino.

## Legge e governo
Orange è governata da un consiglio di sette membri di commissari. I commissari sono eletti per quattro anni per distretto e at-large in elezioni partigiane, che si tengono nel mese di novembre di anni pari. Orange è un membro del regionale Triangolo J. Consiglio dei governi.

## Geografia antropica

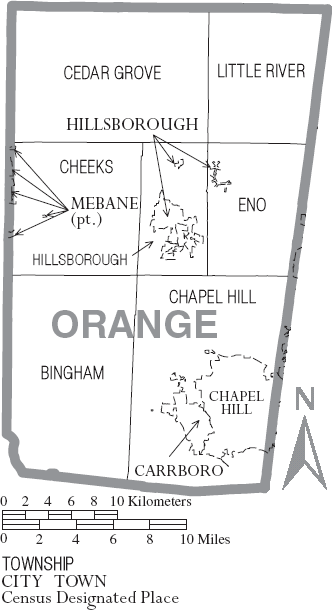
Mappa della Contea di Orange, Carolina del Nord con indicazione di Towns e Township

### Città
- Durham
- Mebane

### Town
- Hillsborough (Capoluogo di contea)
- Carrboro
- Chapel Hill

### Census-designated place
- Efland

### Township
- Bingham
- Cedar Grove
- Chapel Hill
- Cheeks
- Eno
- Hillsborough
- Little River